# Ревельский 7-й пехотный полк

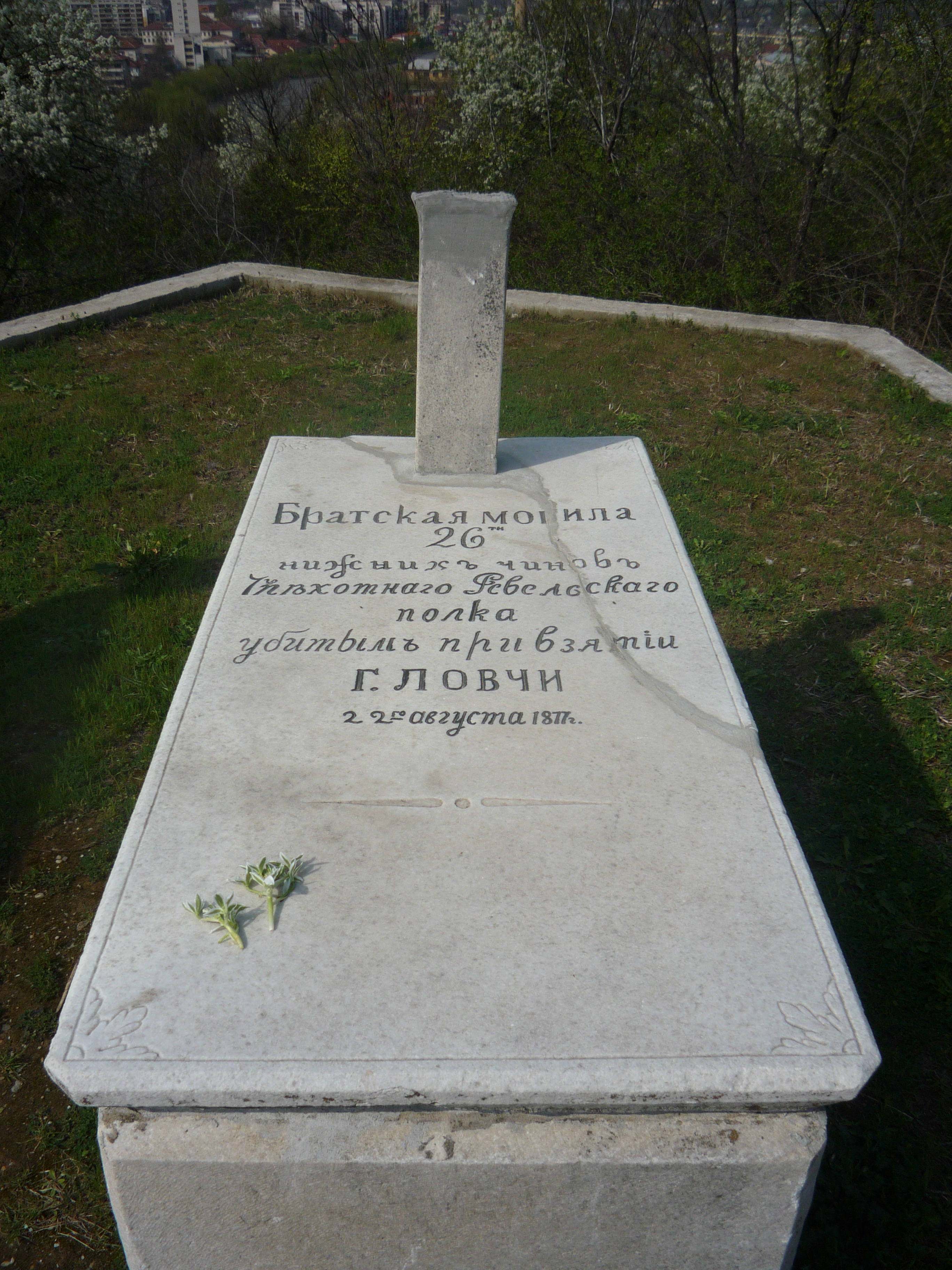
Братская могила 26-ти нижних чинов 7-го Ревельского полка в город Ловеч, Болгария, погибших 22 августа 1877 года при освобождении города.

7-й пехотный Ревельский полк — пехотная воинская часть Русской императорской армии. С 1820 года входил в состав 2-й пехотной дивизии.
В различный период времени имел различные полные наименования (см. раздел, История).
- Старшинство — 2 сентября 1769 года.
- Полковой праздник — 16 августа.

## Места дислокации
Дерпт (1796), Минск (1807), Пернов (1820)
Согласно адрес-календарю Симбирской губернии за 1910 год, полк дислоцировался в 1910 году в городе Сызрани.

## История
- 2 сентября 1769 — сформирован Санкт-Петербургский легион — корпус Русской армии, из управления, одного гренадерского и трёх мушкетёрских батальонов, четырёх эскадронов карабинер, двух эскадронов гусар и трех команд: Егерской, Казацкой и Артиллерийской, численностью около 5 000 человек личного состава.
- 06.03.1775 — из гренадерского и 1-го мушкетерского батальонов Санкт-Петербургского легиона сформирован Ревельский пехотный полк.
- 29.11.1796 — Ревельский мушкетерский полк.
- 31.10.1798 — мушкетерский генерал-майора Кнорринга 2-го полк.
- 02.03.1799 — мушкетерский генерал-майора Хотунцева полк.
- 31.03.1801 — Ревельский мушкетерский полк.
- 22.02.1811 — Ревельский пехотный полк.

Никогда я не видел таких отличных полков, каковы были Низовский и Ревельский пехотные, 3-й Егерский (полк Барклая-де-Толли) и Лейб-егерский батальон. Не только у Наполеона, но даже у Цезаря не было лучших воинов! Офицеры были молодцы и люди образованные; солдаты шли в сражение, как на пир]: дружно, весело, с песнями и шутками.— Булгарин Ф. В. Воспоминания.
- 28.01.1833 — с присоединенным 3-м егерским полком переименован в Ревельский егерский полк.
- 17.04.1856 — Ревельский пехотный полк.
- 25.03.1864 — 7-й пехотный Ревельский полк.
- 26.08.1912 — 7-й пехотный Ревельский генерала Тучкова 4-го полк.
- 26.08.1914 — Практически весь личный состав полка был уничтожен в сражении под Танненбергом, у Ошекау.

Отчёт об атаке 7-го пех. Ревельского полка устанавливает, что полку пришлось перед атакой Турау вести наступление под фланговым огнём противника. Тем не менее полк дружно шел вперед, увлекаемый примером своего доблестного командира и офицеров. Первая линия немецких окопов была захвачена, но когда полк двинулся дальше, он подвергся огню тяжёлой артиллерии, на который наша, полевая, из-за дальности расстояния не могла даже отвечать. Затем значительные силы немцев атаковали полк в левый фланг. Описание дает много примеров поразительного геройства. Горсти людей, оставшихся от растаявшего вследствие потерь полка, производят несколько контратак, доходивших до штыковых схваток. При одной из них тяжело ранен командир полка. Все проявленное геройство не могло исправить создавшегося положения. Остатки полка отходят назад, с трудом вынеся своё знамя. Ревельский полк, имевший в этом бою 13 1/2 рот, потерял убитыми и ранеными 51 офицера и 2.800 н. чинов, то есть более 75 %. По существу дела, в этот день полк перестал существовать.— Головин Н. Н. Начало войны и операции в Восточной Пруссии

## Шефы
- 03.12.1796 — 02.03.1799 — бригадир (с 27.01.1797 генерал-майор, с 11.09.1798 генерал-лейтенант) Кнорринг, Карл Фёдорович
- 02.03.1799 — 19.06.1806 — генерал-майор Хотунцев, Николай Михайлович
- 19.06.1806 — 26.11.1806 — полковник князь Ураков, Алексей Васильевич
- 03.12.1806 — 26.08.1812 — полковник (с 12.12.1808 генерал-майор) А. А. Тучков

## Командиры
- хх.хх.1775 — 24.11.1780 — полковник (с 01.01.1779 бригадир) барон Ферзен, Ермолай (Герман) Егорович
- 01.01.1781 — после 15.05.1784 — полковник Дивов, Александр Иванович
- хх.хх.1784 — хх.хх.1786 — полковник Левашов, Фёдор Иванович
- хх.хх.1787 — 24.11.1790 — полковник (с 05.02.1790 бригадир) фон Трейден, Иван Андреевич
- хх.хх.1791 — хх.хх.1792 — полковник Давыдов, Василий Денисович
- 12.02.1792 — 05.10.1797 — подполковник (с 07.11.1794 полковник) Закревский, Дмитрий Андреевич
- 04.07.1798 — 04.06.1800 — майор (с 11.10.1798 подполковник, с 21.12.1799 полковник) Винтер, Иван Иванович
- 06.07.1800 — 23.06.1806 — полковник Бриземан фон Неттинг, Вильгельм Иванович
- 12.08.1807 — 29.02.1808 — майор (с 12.12.1807 подполковник) Рихтер, Егор Христофорович
- 29.02.1808 — 17.01.1811 — подполковник (с 26.11.1809 полковник) Маслов, Андрей Тимофеевич
- 24.06.1811 — 01.06.1815 — подполковник (с 30.08.1811 полковник) Желвинский, Яков Сергеевич
- 01.06.1815 — 06.10.1822 — полковник Кисловский, Дмитрий Андреевич
- 17.10.1822 — 29.03.1825 — подполковник Майдель 1-й
- 29.03.1825 — 21.10.1825 — полковник Ахлёстышев, Дмитрий Дмитриевич
- 21.10.1825 — 03.04.1828 — подполковник Криднер, Пётр Антонович
- 24.04.1828 — 24.05.1833 — подполковник (с 23.08.1831 полковник) Бершов, Григорий Иванович
- 24.05.1833 — 16.03.1844 — полковник Сарабиа, Иосиф Диевгович
- 16.03.1844 — 24.03.1853 — полковник (с 06.12.1851 генерал-майор) Михайловский, Яков Павлович
- 24.03.1853 — 18.07.1853 — полковник Мейстер, Ренгольд Яковлевич
- 18.07.1853 — 07.11.1853 — полковник Штарк, Александр Карлович
- 07.11.1853 — 18.04.1860 — полковник (с 26.08.1856 генерал-майор) Фарафонтов, Николай Александрович
- 18.04.1860 — 18.01.1865 — полковник барон фон дер Бринкен, Эгберт Рейнгольдович
- 18.01.1865 — хх.хх.1867 — полковник Родкевич, Лев Львович
- хх.хх.1867 — 25.11.1877 — полковник Писанко, Алексей Иванович
- 29.12.1877 — 04.09.1879 — полковник Кашнев, Павел Иванович
- 27.09.1879 — 17.05.1882 — полковник фон Ребиндер, Владимир Густавович
- 20.05.1882 — 16.06.1883 — полковник Обезьянинов, Дмитрий Петрович
- 16.06.1883 — 15.07.1889 — полковник Линдстрём, Густав Густавович
- 11.08.1889 — 26.11.1891 — полковник Смирнов, Виктор Григорьевич
- 30.11.1891 — 20.01.1895 — полковник Максимович, Михаил Леонтьевич
- 26.01.1895 — 27.03.1897 — полковник Туган-Мирза-Барановский, Александр Давыдович
- 25.04.1897 — 15.02.1900 — полковник Кашперов, Алексей Петрович
- 24.02.1900 — 26.05.1908 — полковник Мекленбурцев, Василий Николаевич
- 29.06.1908 — 19.09.1912 — полковник Савич-Заблоцкий, Генрих Александрович
- 23.09.1912 — 13.08.1914[2] — полковник Манулевич-Мейдано-Углу, Михаил Александрович
- 22.10.1914 — 19.04.1915 — полковник Жабчинский, Александр Александрович
- 19.04.1915 — 29.11.1916 — полковник Желенин, Макарий Александрович
- 04.03.1917 — 21.09.1917 — полковник Данильченко, Пётр Васильевич
- 21.09.1917 — хх.хх.хххх — полковник Длусский, Станислав Константинович

## Знаки отличия
- Полковое знамя Георгиевское с надписями: «За отличие в Турецкую войну 1877 и 1878 годов» и «1769 — 1869», с Александровской юбилейной лентой.
- Поход за военное отличие. Пожалован 13.04.1813 г.
- Знаки на головные уборы с надписью: «За Варшаву 25 и 26 Августа 1831 г.», пожалованы 6.12.1831 года.

## Интересные факты
В 1812 году 2-й батальон, бывший в отделе от полка, в отряде генерала Эссена 1-го, в бою 19 июля под Эккау (у Риги) потерял своё знамя, взятое 1-м прусским драгунским полком. Это было единственное русское знамя, потерянное в кампанию 1812 г. Но потерю эту так хорошо скрыли, что о ней ничего не знал ни император Александр I, ни князь Кутузов. В 1834 г. его обнаружил в Берлине император Николай Павлович и потребовал его возвращения в Россию. Немцы согласились обменять его на одно из знамён Фридриха II, взятое русскими войсками в 1759 г. в сражении у Куннерсдорфа. Выбор их пал на знамя 24-го мушкетёрского графа Шверина полка. С этим знаменем в руках граф Шверин был убит в 1757 г. в сражении под Прагой.— С. Андоленко
- В полку проходил службу оберштурмбаннфюрер СС Арвид Крипенс.

## Галерея памятников Болгарии

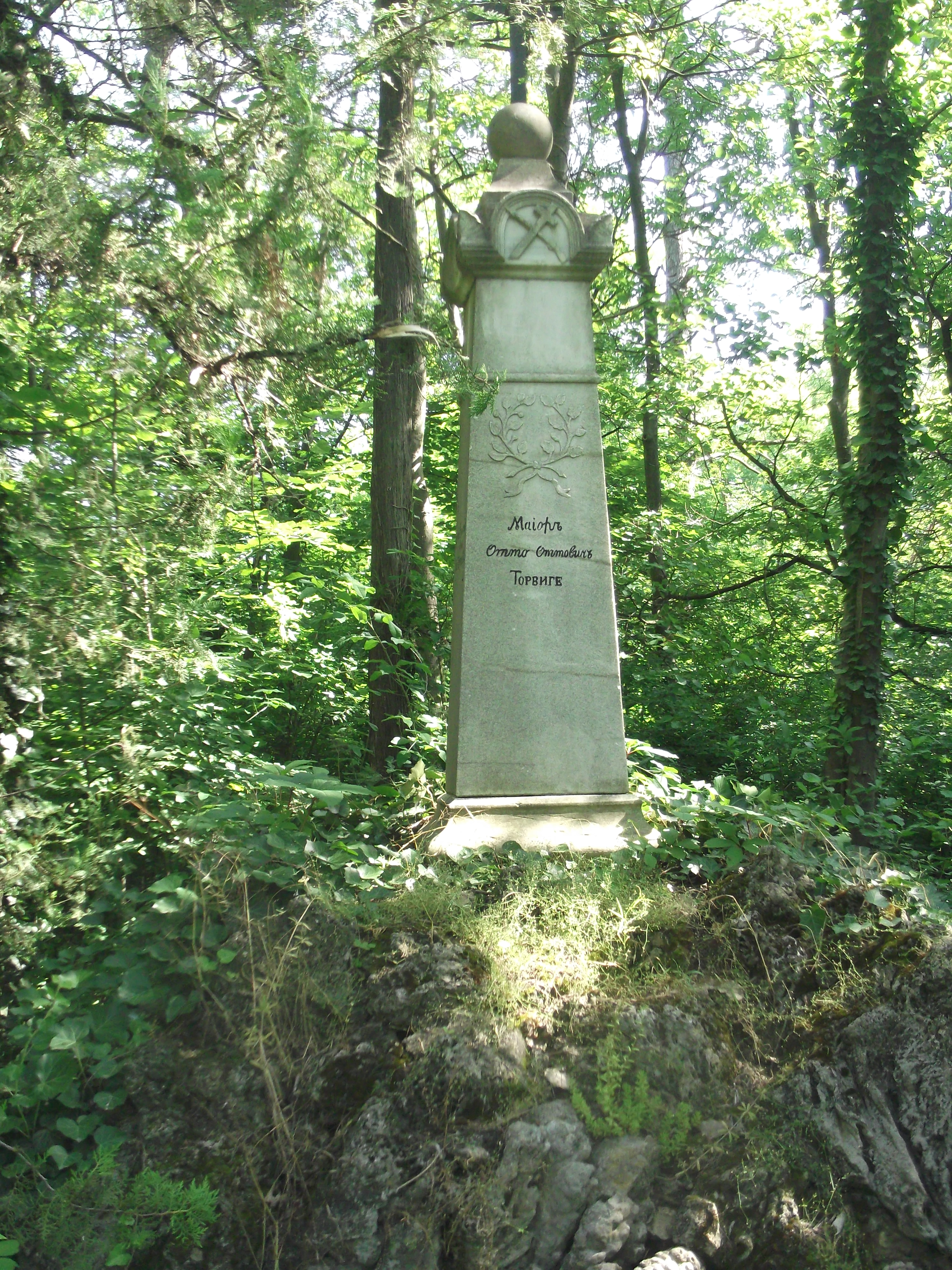
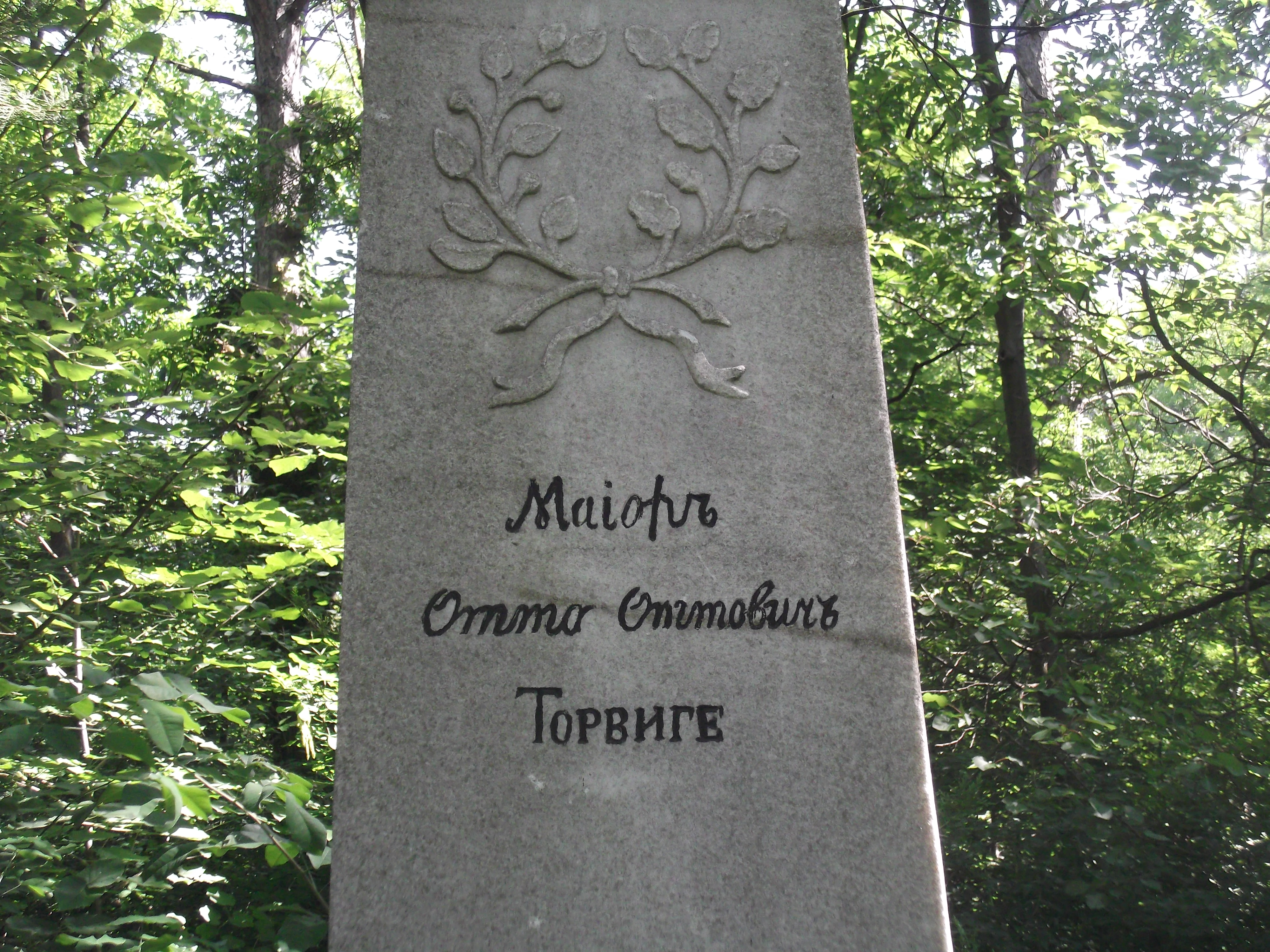
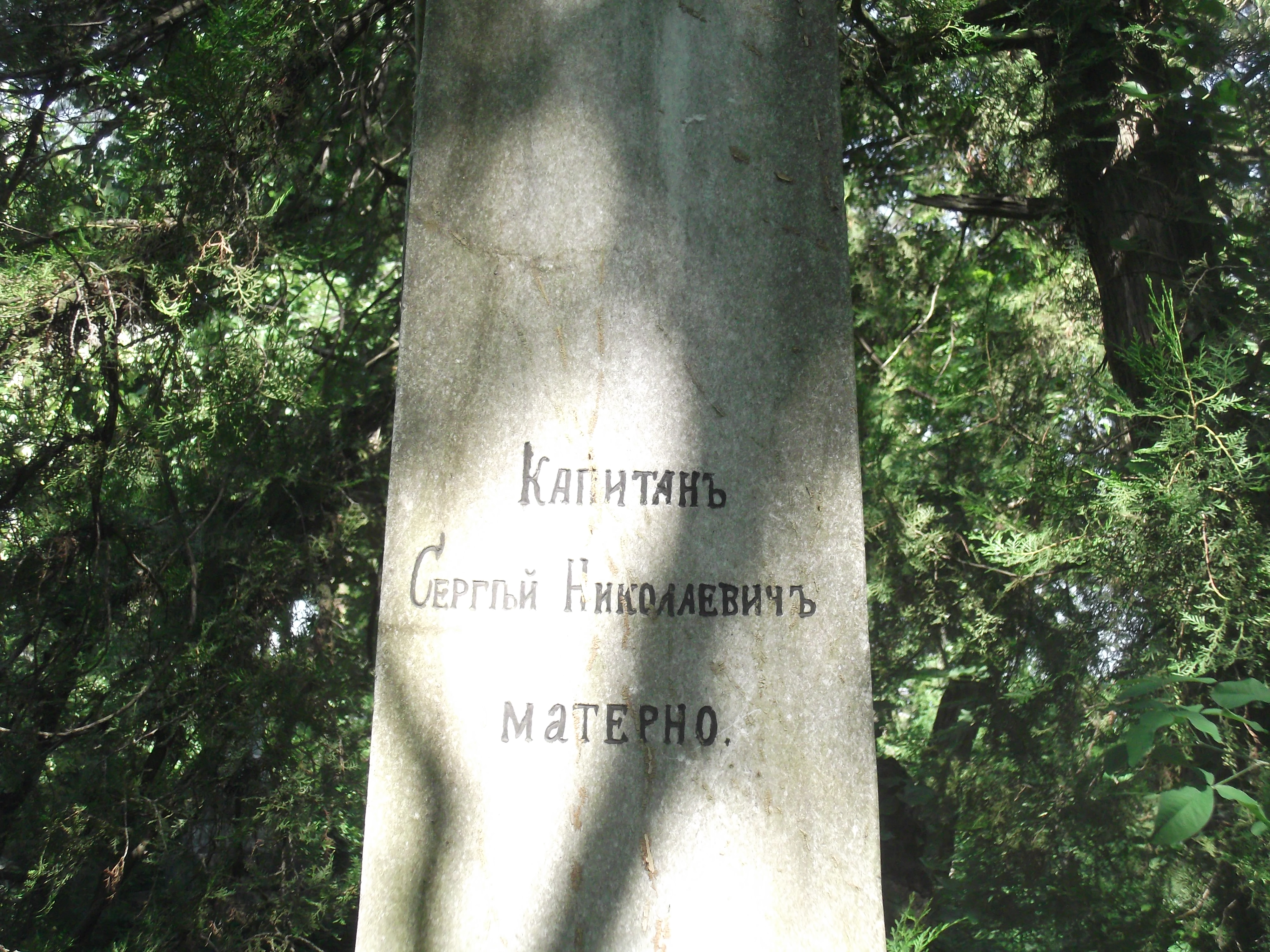
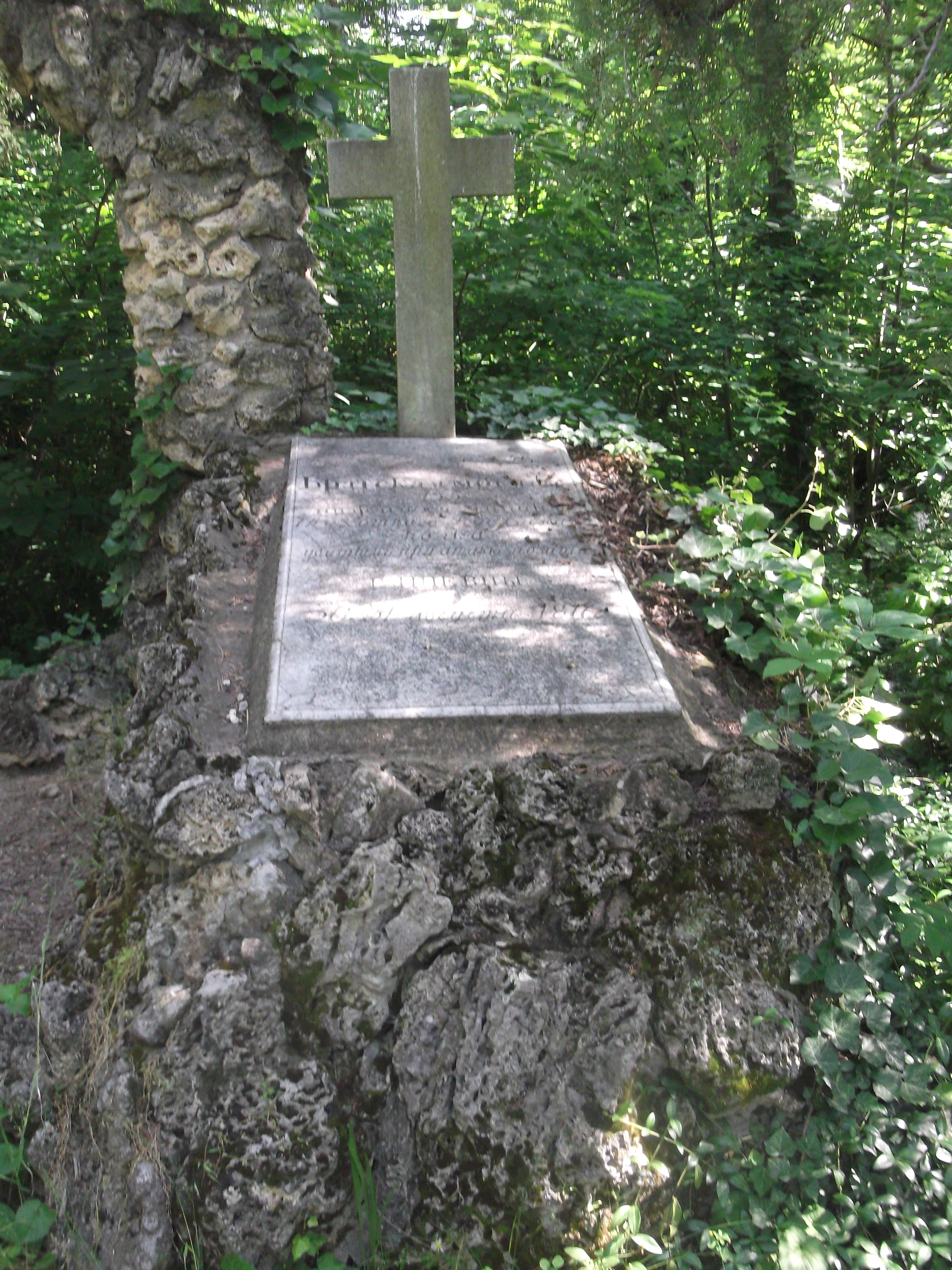
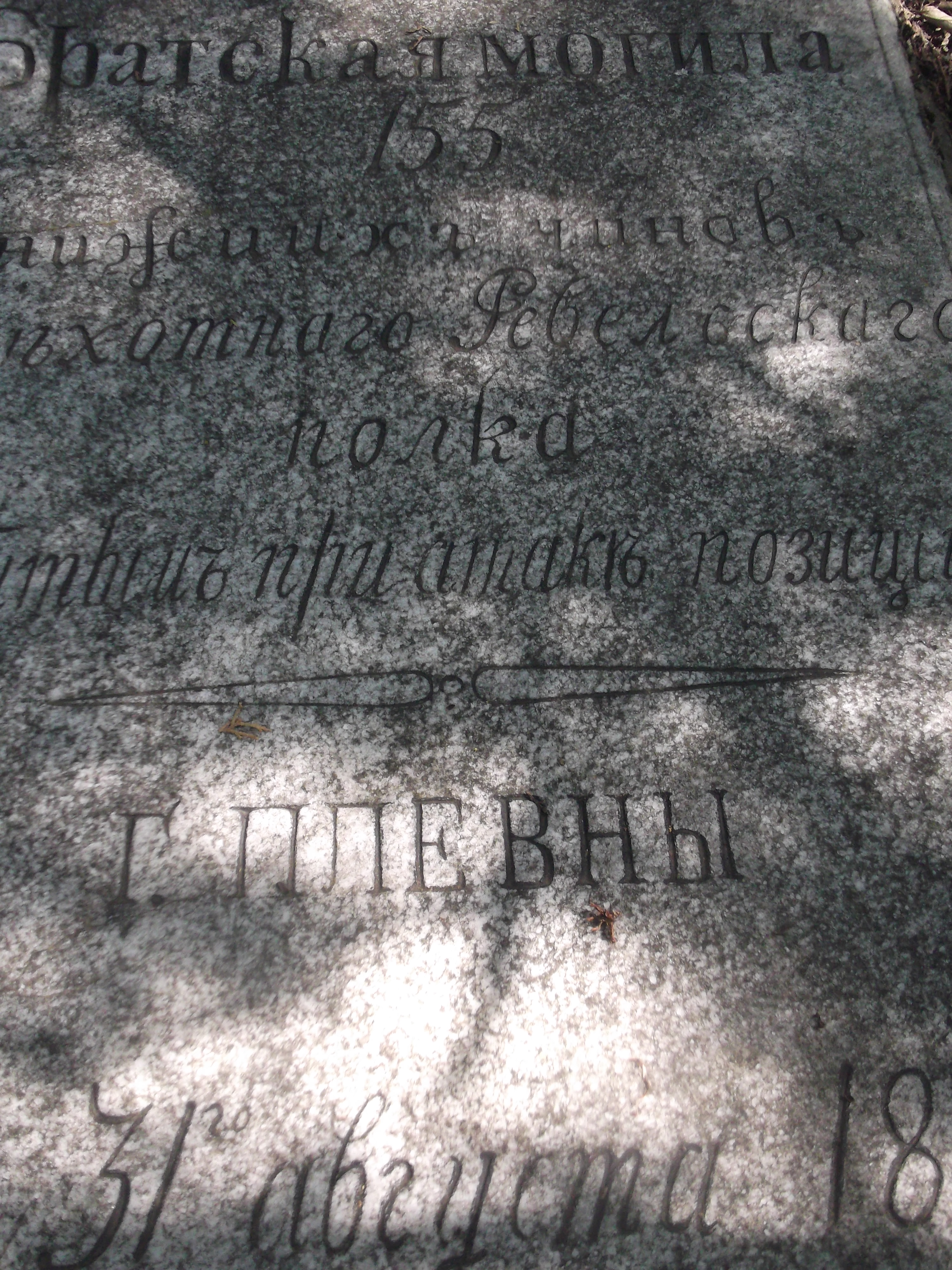
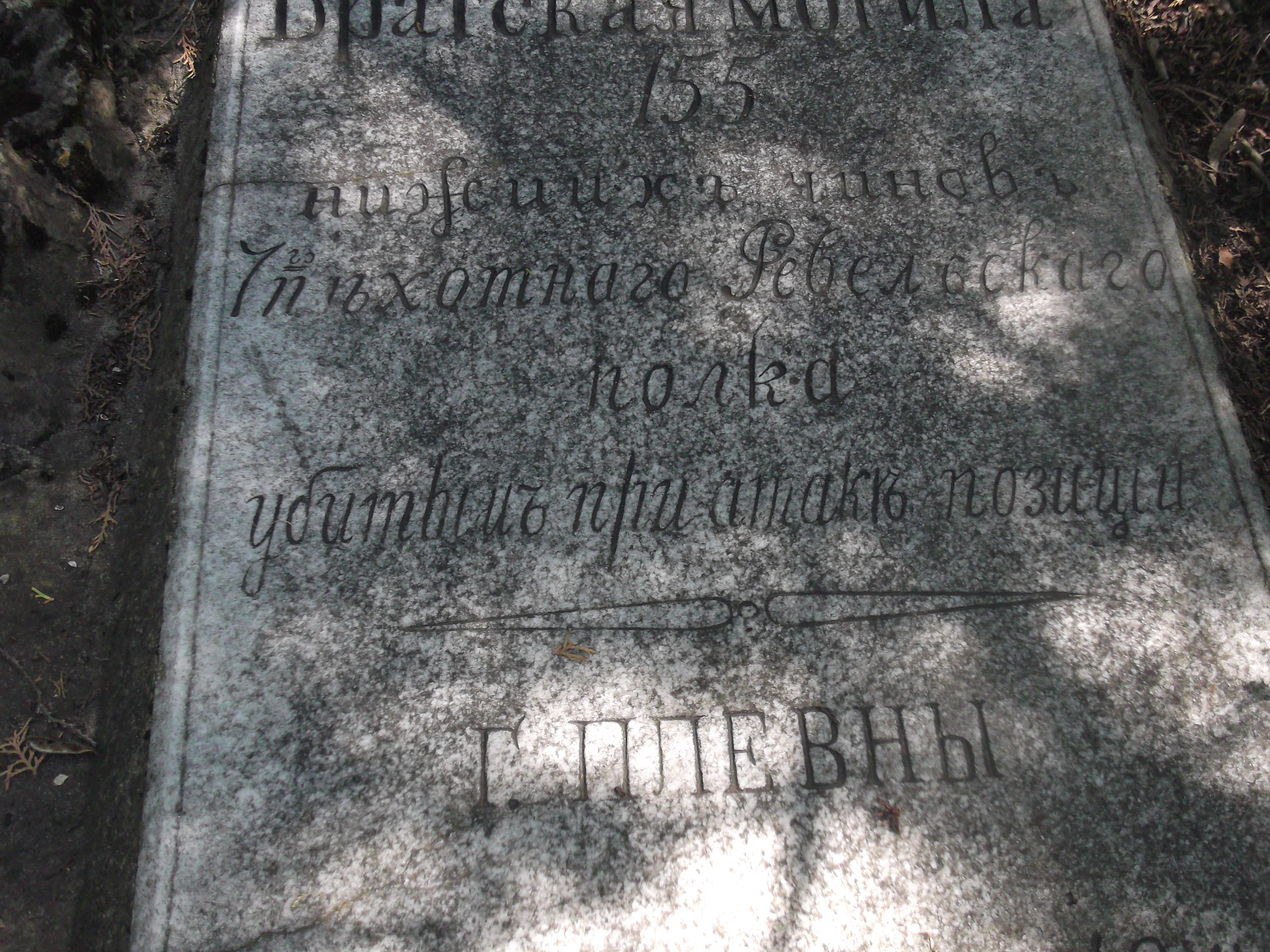
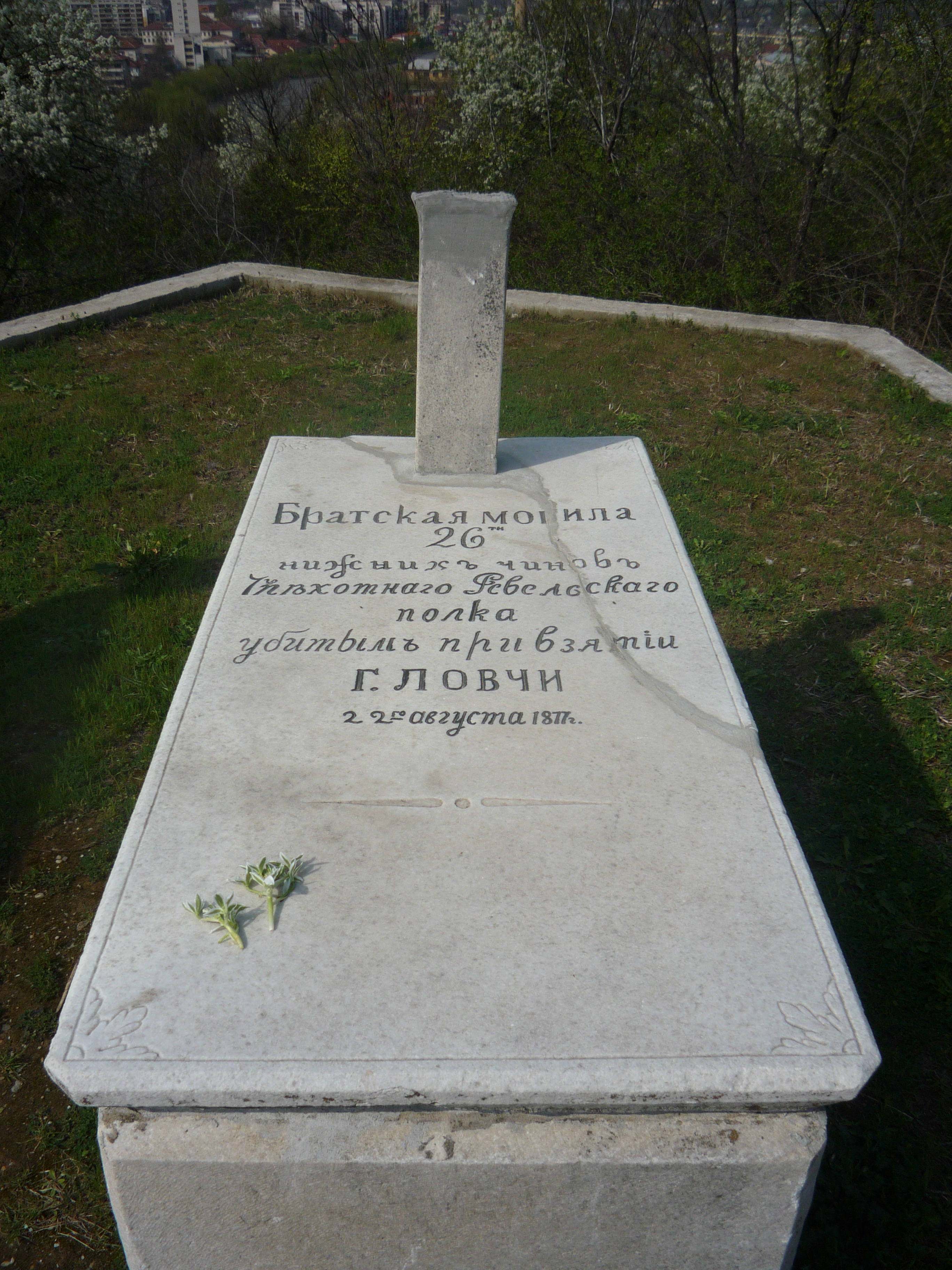